# Pseudopoda contraria
Pseudopoda contraria là một loài nhện trong họ Sparassidae.
Loài này thuộc chi Pseudopoda. Pseudopoda contraria được miêu tả năm 2007 bởi Peter Jäger & Vedel.